# 007 나를 사랑한 스파이
《007 나를 사랑한 스파이》(The Spy Who Loved Me)는 1977년에 개봉한 첩보 영화로, 007 시리즈의 10번째 작품이자 로저 무어의 세 번째 007 주연작이다. 로저 무어와 바버라 바크, 쿠르트 위르겐스가 출연했고, 루이스 길버트 감독이 연출했다. 제목은 원작 소설의 10번째 작품 《나를 사랑한 스파이》에서 따왔으나, 내용상의 연관점은 없다.

## 줄거리
영국과 소련의 핵미사일 잠수함 두 척이 갑자기 사라지자, MI6 요원 제임스 본드가 사건 조사에 착수한다. 오스트리아에서 소련 요원들의 습격을 간신히 피한 본드는 이집트에서 고급 잠수함 추적 시스템 계획이 거래되고 있음을 알게 된다. 그곳에서 본드는 KGB 요원 아냐 아마소바와 경쟁하며 계획이 담긴 마이크로필름을 두고 다투지만, 결국 상부의 명령에 따라 어쩔 수 없이 협력하게 된다. 그들은 강력한 턱을 가진 암살자 죠스의 방해를 받으며 스웨덴의 거물 선박 사업가이자 은둔 과학자인 칼 스트롬버그와 계획의 연관성을 밝혀낸다.
본드와 아마소바는 스트롬버그의 기지로 향하던 중 서로에게 호감을 느끼게 된다. 그들은 해양 생물학자와 그의 아내로 위장하여 스트롬버그의 기지를 방문하고, 그가 9개월 전 '리파러스'라는 이름의 슈퍼 유조선을 발진시킨 것을 알아낸다. 기지를 떠나던 중, 로켓 사이드카를 장착한 오토바이, 자동차를 탄 죠스, 헬리콥터를 탄 스트롬버그의 조수 나오미의 추격을 받지만, 본드의 로터스 에스프리 차량이 잠수함으로 변신하여 탈출에 성공한다. 죠스는 자동차 사고에서 살아남고, 나오미는 본드가 발사한 미사일에 의해 헬리콥터와 함께 파괴된다. 스트롬버그의 해저 기지 '아틀란티스'를 조사하던 본드와 아마소바는 그가 잠수함 추적 시스템을 운영하고 있음을 확인한다. 또한 아마소바는 본드가 자신의 연인 세르게이 바르소프를 살해했다는 사실을 알게 되고 임무가 끝나면 복수할 것을 다짐한다.
본드와 아마소바는 미국 잠수함 USS 웨인을 타고 리파러스를 조사하지만, 오히려 유조선에 포획당한다. 리파러스는 실종된 영국과 소련의 잠수함들을 실은 거대한 해상 잠수함 도크였던 것이다. 스트롬버그는 자신이 만든 아틀란티스에서 핵전쟁을 일으켜 새로운 수중 문명을 건설하려 한다. 그는 억류된 영국과 소련 잠수함에서 핵미사일을 발사하여 모스크바와 뉴욕을 파괴하려 하지만, 본드는 잠수함들을 속여 서로를 공격하게 만든다. 승리한 잠수함 승조원들은 가라앉는 리파러스에서 탈출한다.
미국 국방부는 아틀란티스를 파괴하라는 명령을 내리지만, 본드는 아마소바를 먼저 구출하려고 한다. 본드는 스트롬버그를 죽이고 죠스와 다시 마주치지만 그를 상어 탱크에 빠뜨린다. 하지만 죠스는 상어를 죽이고 탈출한다. 본드와 아마소바는 탈출 포드를 타고 아틀란티스에서 탈출하고, 아마소바는 본드에게 총을 겨누지만 결국 그를 죽이지 않고 둘은 포옹한다. 그들의 상사는 배 위에서 포드 창문으로 그들의 모습을 보고 놀란다.

## 출연
- 로저 무어 - 제임스 본드 / 007
- 바버라 바크 - 아냐 아마소바 소령 / XXX
- 쿠르트 위르겐스 - 칼 스트롬버그
- 리처드 킬 - 죠스
- 캐럴라인 먼로/바버라 제퍼드(목소리) - 나오미
- 제프리 킨 - 프레더릭 그레이
- 에드워드 더수자 - 셰이크 호세인
- 조지 베이커 - 벤슨 대령
- 로이스 맥스웰 - 미스 머니페니
- 발터 고텔 - 고골 장군
- 베르농 도브체프 - 맥스 칼바
- 데즈먼드 루엘린 - Q
- 마이클 빌링턴 - 세르게이 바르소프
- 버나드 리 - M
- 셰인 리머 - USS 웨인 함장
- 브라이언 마셜 - HMS 레인저 함장
- 수 배너 - 통나무집 여자
- 밥 셔먼 - USS 웨인 선원
- 시드니 태플러 - 리파루스 함장
- 밸러리 리언 - 호텔 접수원
- 나딤 사왈라 - 아지즈 페케시
- 에바 뤼버슈타이어 - 루벨비치
- 올가 비세라 - 펠리카

## 기타
- 원작자: 이안 플레밍
- 협력프로듀서: 윌리엄 P. 카트리지
- 미술: 켄 애덤
- 미술: 피터 라몬트
- 타이틀디자인: 모리스 바인더